# 葡月政變
葡月政變（法語：Insurrection royaliste du 13 Vendémiaire an IV）是法國大革命期間1795年10月5日發生的保王黨反革命叛亂，被拿破崙鎮壓而失敗。拿破崙因平亂有功而獲得「葡月將軍」的稱號，在法國政壇崛起。

## 背景
法國大革命帶來的一系列社會改革廣受法國人民歡迎，但革命者的反天主教立場促使很多天主教徒萌生反革命情緒。1793年3月，積壓已久的民怨在法國西部，民衆普遍篤信天主教的旺代地區爆發開來，演變成旺代戰爭。弗朗索瓦·夏雷特和路易·德爾貝率領的叛軍自封爲“天主教王軍”，令巴黎的革命政府如芒在背。叛軍又有朱安黨徒之稱——朱安是叛亂早期領袖讓·庫特羅的暱稱。他擅長模仿貓頭鷹叫聲，而朱安的發音與貓頭鷹諧音，於是引申出這個稱謂。同時，旺代叛軍也將貓頭鷹叫聲了當成起事的口號。
天主教王軍獲得了英國的支援，因此一開始勢如破竹地擊潰了革命黨派出的幾支部隊。公共安全委員會命令讓·巴蒂斯特·凱西耶將軍平定叛亂。在接下來幾個月裏，凱西耶肆意屠戮旺代人民，令手下官兵被冠以“地獄縱隊”的惡名。1793年12月22日，朱安黨在萨沃奈戰役中一敗塗地，叛亂因而平息下來。
熱月政變之後，国民公会赦免了自願投降的朱安黨徒，結果朱安黨降而復叛，在1795年1月28日進攻共和國手裏的盖梅内。國民公會旋即命令歐謝將軍前往旺代制服叛亂者，後者迅速擊敗了朱安黨，並於2月17日與弗朗索瓦·夏雷特簽訂了條件優渥的和平協議。
然而，斯托弗萊將軍手下的少數保王派以及狂熱的伯尼埃神父拒絕了和平協議，並繼續頑強抵抗。英國爲叛軍提供了4000名僑民組成的部隊，80000杆燧發槍，80門大炮，衣物，食物，以及大量僞鈔，以圖在資助叛軍的同時動搖法國經濟。這支大軍的領袖是僑民將領皮賽和赫米利。
夏雷特得知僑民援軍正在路上之後撕毀了和平協議，於是戰火重燃。6月26日，僑民軍在卡尔纳克登陸。赫米利立即率軍挺進欧赖，卻被歐謝於瓦讷擊敗。到了7月初，赫米利已經被逐出欧赖，只能依賴彭蒂耶夫堡壘負隅頑抗。這代表着僑民部隊全軍被圍困在基伯龙半島上。7月15日，索布勒伊將軍率領一個師趕來增援僑民軍，然而一日後赫米利就在16日就被擊斃了。彭蒂耶夫堡壘於20日陷落，歐謝得以長驅直入基伯龙半島，拉朽摧枯般擊潰僑民軍。除了皮賽將軍和部分殘兵敗將乘坐英國戰艦逃脫外，大部分僑民士兵都逃不過戰死，被俘，或被處決的命運。
第一支僑民軍的覆滅並無讓夏雷特停止抵抗。9月初，德勒地區爆發民變，但起事者卻在诺南库尔戰敗。夏雷特本部於9月25日在圣西尔-昂塔尔蒙代大敗。雖然如此，阿圖瓦伯爵（即波旁復闢後的查理十世）仍然率1000僑民和2000英軍於汝島登陸。在這支部隊的援助下，保王派軍隊於1795年10月初開始進軍巴黎。阿圖瓦伯爵的來臨鼓動起首都內珀利帖區（今巴黎第二区）的保王派青年進行暴動。他們肆意砍伐自由之竿，踐踏三色帽章。首都裏甚至傳出国民自卫军集體倒戈的謠言。

## 葡月
國民公會的成員很快就意識到大禍臨頭，敵人已經登上法國土地，保王派叛亂者也在首都巴黎之中異軍突起。國民公會對外宣布他們會留守會議室中，直到危機解除。同時，國民公會召集熱月政變之後解散的雅閣賓派官兵組成三個“愛國營”。蒙諾將軍上任負責首都的防務，但他手下只有約5000人，遠不能抗衡保王派的三萬大軍。
葡月12日（1795年10月4日），国民自卫军趕到珀利帖區鎮壓動亂。以塞維涅爲首的“首都區軍事委員會”宣布國民公會的法令失去效力，丹尼肯將軍更奪取了珀利帖區國民自衛軍的指揮權。於是國民公會命令蒙諾進軍珀利帖區，解除當地所有軍事力量的武裝，並關閉丹尼肯的指揮所。它派出了德皮埃建軍及弗爾迪埃將軍兩人以協助蒙諾。後者決定兵分三路，並預備於葡月12日夜間進入珀利帖區。然而到了攻勢開始的前夕，德皮埃卻稱病無法履行指揮職責，弗爾迪埃也拒絕行動。蒙諾小心翼翼地向邊向保王派叛亂者前進，邊邀請後者協商他們解散的條件。叛亂者承諾自我解除武裝之後，蒙諾就撤退了。
珀利帖區的叛亂者認定國民公會軟弱無能，遂呼籲巴黎其他區域一同起事。蒙諾意識鑄成大錯後組織騎兵沿着福堡蒙馬特大道發動衝鋒，暫時驅散保王派叛亂者。這時，國民公會解除蒙諾的職務並由保羅·巴拉斯接手首都的防務。

## 炮轟鎮暴
年輕將領拿破崙察覺巴黎城中的動亂後動身趕赴國民公會，他趕到現場後即被命令加入保羅·巴拉斯的隊伍保衛首都。拿破侖以擁有自主行動權爲條件接受了這個任務。
葡月13日凌晨1時，拿破侖越過願意放權的巴拉斯，命令第12獵騎兵團的副官缪拉前往薩布隆平原取得依蒙諾所說存放在當地的的40門火炮。蒙諾的騎兵趕在保王派之前奪取了這些火炮。拿破侖將這些火炮部署在扼守要道又能布設交叉火力的要點上。
凌晨5時，保王派的一次試探式攻擊被擊退了。5小時候，保王派傾全力大舉進攻。雖然共和派兵力僅有對方五分之一，但他們守住了防線。共和派的火炮向保王派的密集隊伍傾瀉葡萄彈，保護着炮兵的愛國營也用火槍對保王派造成重大殺傷。拿破侖在兩個小時之間一直戰鬥在最前線並全身而退，僅有身下一匹戰馬被打死。葡萄彈和愛國營步兵的密集射擊令保王派開始動搖，於是拿破侖命令繆拉率獵騎兵發動反擊。戰鬥結束後，共有300多個保王派叛亂者被打死在巴黎街上。
蘇格蘭哲學家與史學家卡莱尔稱拿破侖給他的對手“吸一口葡萄彈”，並且“炸飛了我們所謂的法國大革命”，即代表葡月政變標志着法國大革命的終結。

## 歷史意義
保王派叛亂的失敗解除了對國民公會的威脅。拿破侖成爲了英雄並升遷至少將。在5個月內，拿破侖獲得意大利戰役中法軍的指揮官。戰敗的保王派企圖將戰鬥描繪成一場大屠殺，並將拿破侖冠以“葡月將軍”之名，但拿破侖反而將其稱爲自己第一個榮譽頭銜。